# Agapetus agilis
Agapetus agilis là một loài Trichoptera trong họ Glossosomatidae. Chúng phân bố ở vùng nhiệt đới châu Phi.